# بروس غانت
بروس غانت هو لاعب كرة قدم كندي، ولد في 26 سبتمبر 1956 في برنابي في كندا. لعب مع مونتريال مانيك ‏.